# Orthophytum ulei
Orthophytum ulei är en gräsväxtart som beskrevs av Louzada och Maria das Graças Lapa Wanderley. Orthophytum ulei ingår i släktet Orthophytum och familjen Bromeliaceae. Inga underarter finns listade i Catalogue of Life.